# ラ・セグンダ・セントラル・ベーカリー

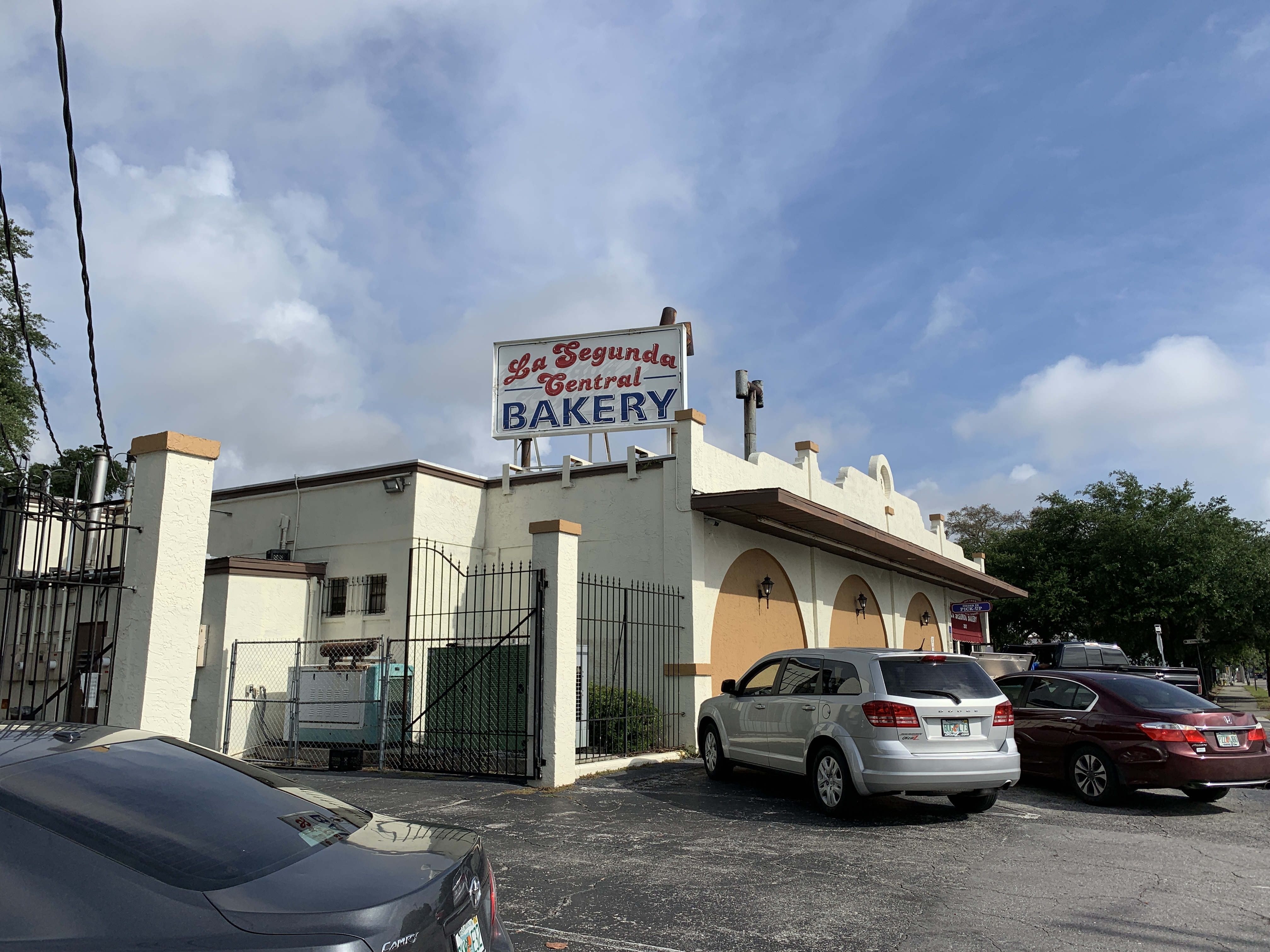
外観写真

ラ・セグンダ・セントラル・ベーカリー（La Segunda Central Bakery）は、アメリカ合衆国のフロリダ州タンパ地区イーボー・シティにある、キューバパン、ペイストリーズ、および他の焼き菓子を扱う歴史上有名な調達人である。1915年に設立され、店は生活協同組合形式で運営されたラ・プリメーラ（La Primera）、ラ・セグンダ（La Segunda）、およびラ・テルセーラ（La Tercera）という3軒のベーカリーのうちの1つであった。他の2軒は閉鎖され、ファン・モレー（Juan Moré）がラ・セグンダを購入し、一族は4世代に渡りラ・セグンダの経営を続けている。
ラ・セグンダ・セントラルはタンパでキューバパンを生産する最も大規模なパン屋であり、イーボー・シティ近隣にある歴史上有名なコロムビア・レストランを含む、町全体の店やレストランに店を代表する商品を納品している 。店は卸売りとして、およびメディアノウシュ、スカッチャ、ミートパイ、ソーセージロール、グアバ・ターンオーバー、スペイン料理のカスタードプディング、イタリアンクッキー、サンドイッチ、ケーキ、およびカフェ・コン・レチェを含む得意分野における幅広い詰め合わせを売り出しながら、デリカテッセンだけではなく大規模、かつ小売りのベーカリーとしても経営している。このベーカリーは15番通り2512番地に位置している。